# Teresa & Maria
«Teresa & Maria» (укр. Тереза й Марія) — пісня українських виконавиць Jerry Heil та alyona alyona, з якою вони представляли Україну на Пісенному конкурсі Євробаченні 2024 після перемоги на національному відборі.

## Про пісню
Пісня «Teresa & Maria» є колаборацією двох українських співачок — реперки alyona alyona (справжнє ім'я Альона Савраненко) та блогерки Jerry Heil (Яна Шемаєва). Вони об'єдналися задля участі у відборі на «Євробачення-2024». Пісня починається зі співу Jerry Heil, а потім до неї доєднується alyona alyona, виконуючи реп-партію. Приспів вони виконують удвох, різними мовами — українською та англійською. Текст пісні містить відсилання до образів матері Терези та Діви Марії, а сенс композиції полягає в об'єднанні жінок, щоб здобути важливу перемогу. Зокрема, виступ двох жінок вважали символічним, бо він показував об'єднання України для боротьби із ворогом.
Пісня була опублікована ще до конкурсу на платформах YouTube, Deezer, Spotify, Apple Music, iTunes та Shazam. Вона потрапила до відповідних чартів не лише в Україні, але й в інших країнах, серед яких Польща, Фінляндія та Чехія. На офіційному ютуб-каналі alyona alyona ще до початку національного відбору на «Євробачення» пісня мала понад 4,2 млн прослуховувань. Після першого півфіналу конкурсу «Teresa & Maria» потрапила також у чарти Австрії, Великої Британії, Естонії, Італії, Кіпру, Латвії, Литви, Німеччини, Норвегії, Сербії та Чехії, Швейцарії та навіть Тайваню.

## Пісенний конкурс Євробачення 2024

### Відбір 2024
На думку букмекерів, «Teresa & Maria» була абсолютним фаворитом на перемогу у відборі; її шанси оцінювалися у 64 %. Виступ виконавиць у фіналі національного відбору відбувся 3 лютого 2024 року, але через технічні несправності з електронним сервісом держпослуг «Дія» результати було оголошено лише наступної доби. Дует отримав 10 балів з 11 від журі (поступившись гурту Ziferblat) і 11 з 11 балів від аудиторії, і посів перше місце з загальним результатом 21 бал (Ziferblat набрали 19 балів, Melovin — 18 балів).

### На Євробаченні
Пісенний конкурс Євробачення 2024 відбувся в Мальме, Швеція, і складався з двох півфіналів, які пройшли 7 і 9 травня відповідно, і фіналу, який відбувся 11 травня 2024 року. Під час жеребкування 30 січня 2024 року стало відомо, що Україна з піснею «Teresa & Maria» виступить у першому півфіналі в першій половині шоу. Порядкові номери були оголошені організаторами 26 березня, після вибору всіх пісень країн-учасниць. 

7 травня 2024 року Jerry Heil та alyona alyona виступили під 5 номером у півфіналі та, здобувши 173 бали (2 місце), пройшли до фіналу конкурсу. У фіналі представниці України посіли 3-тє місце, набравши 453 бали, з яких 307 від глядачів (3 місце) і 146 від журі (5 місце). Пісня «Teresa & Maria» здобула у фіналі комбінацію 24 балів від журі та глядачів Молдови й Чехії, а також 12 балів від глядачів Грузії, Естонії, Литви, Мальти і Польщі.

Фрагменти виступу на Євробаченні 2024
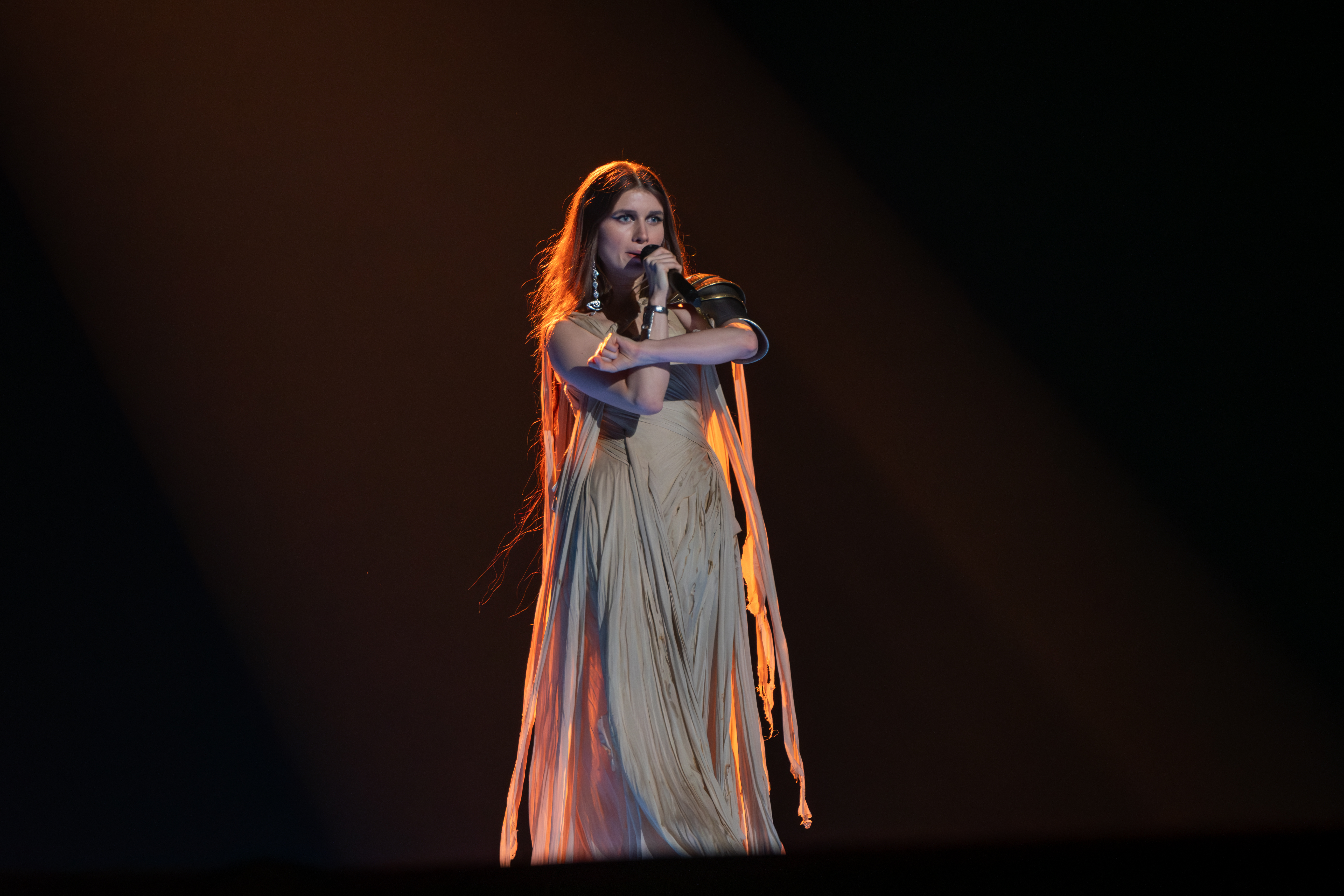
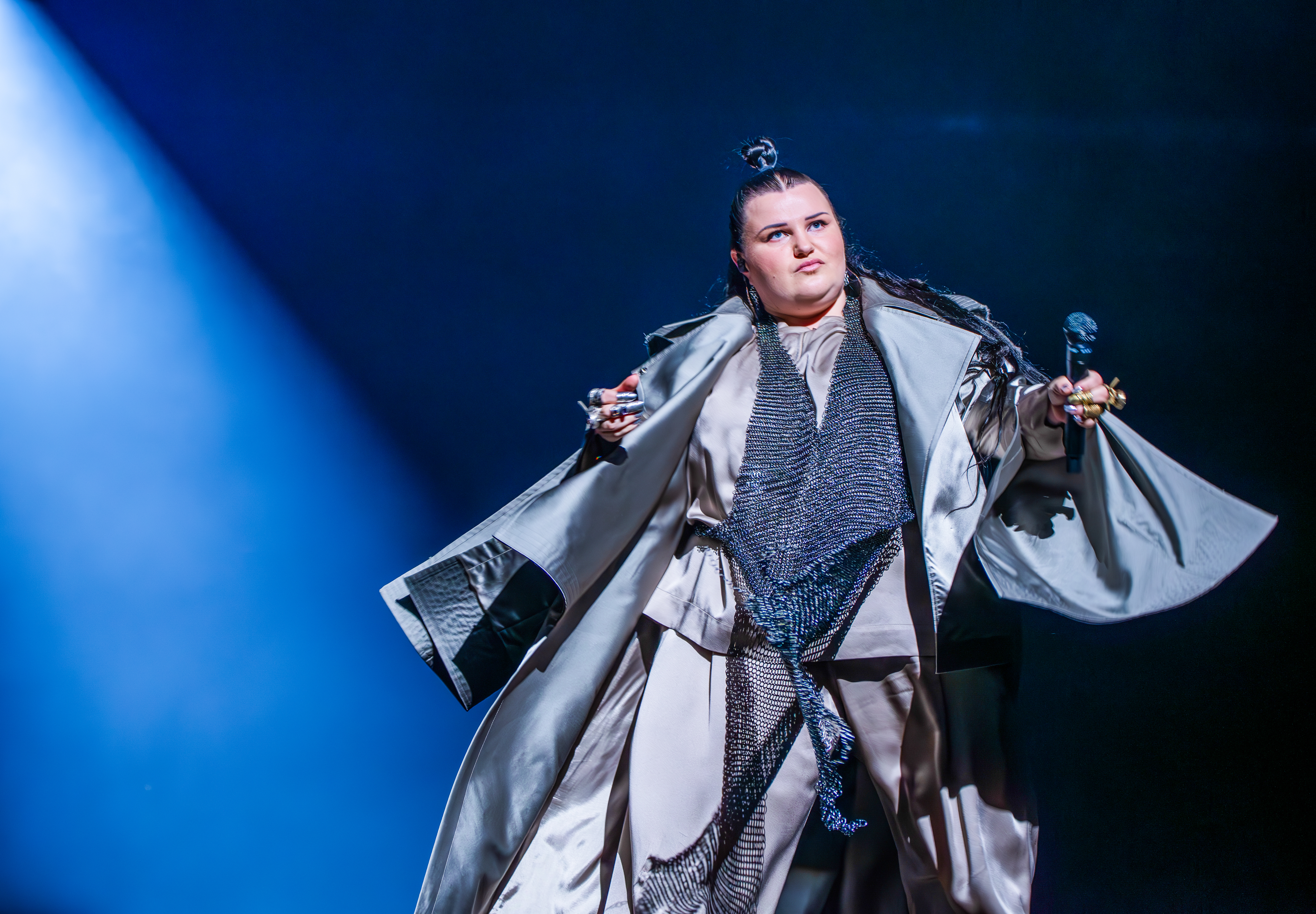
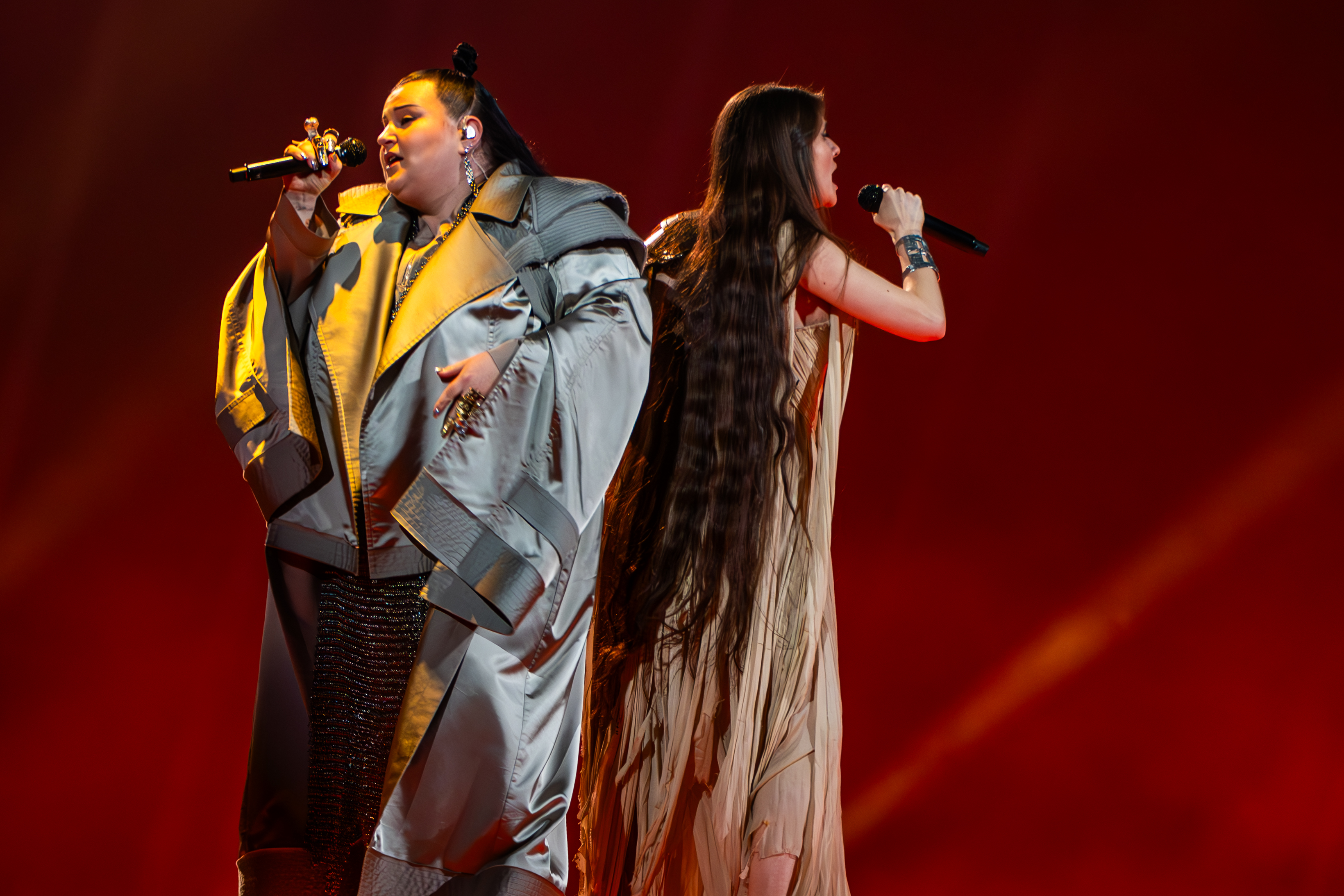
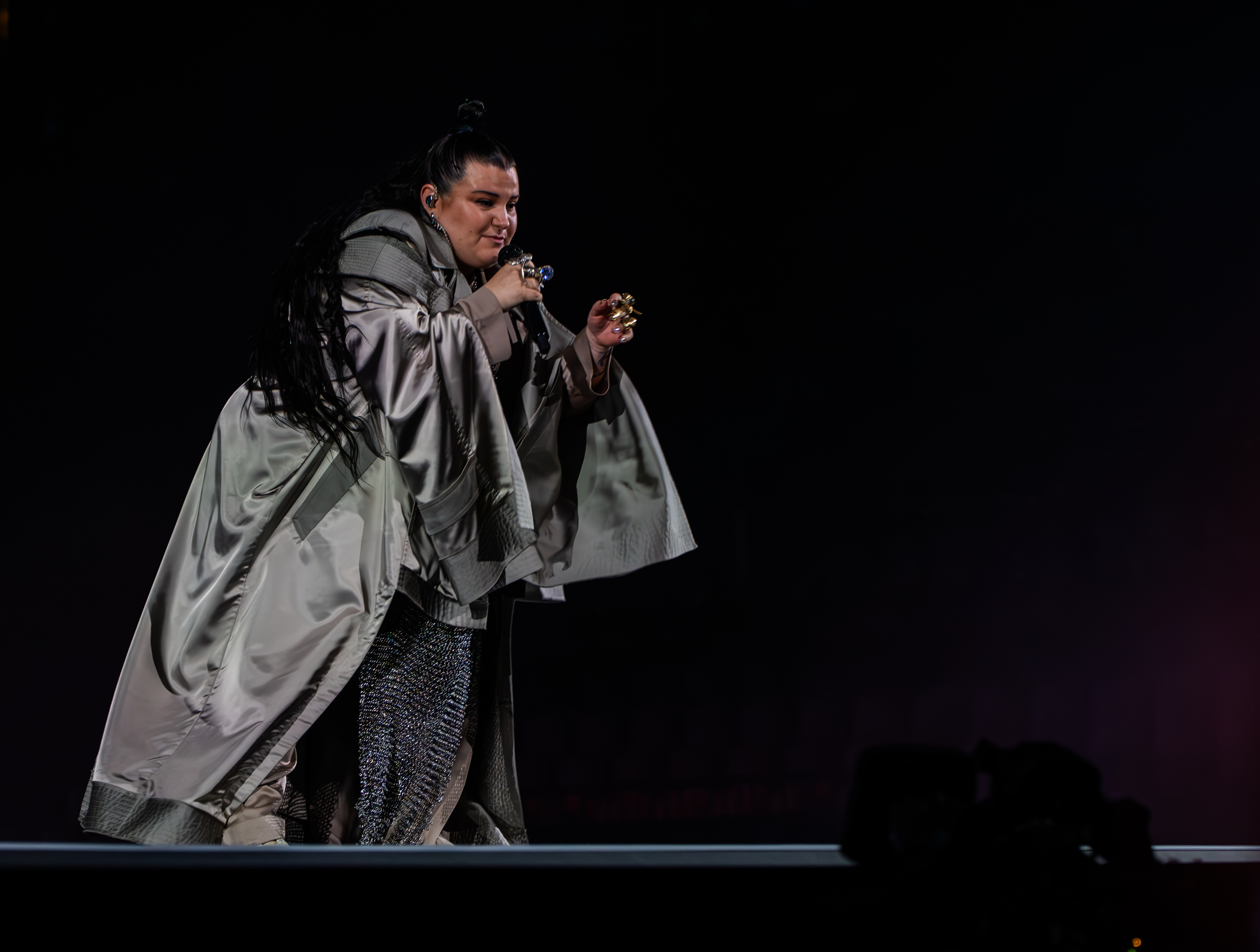
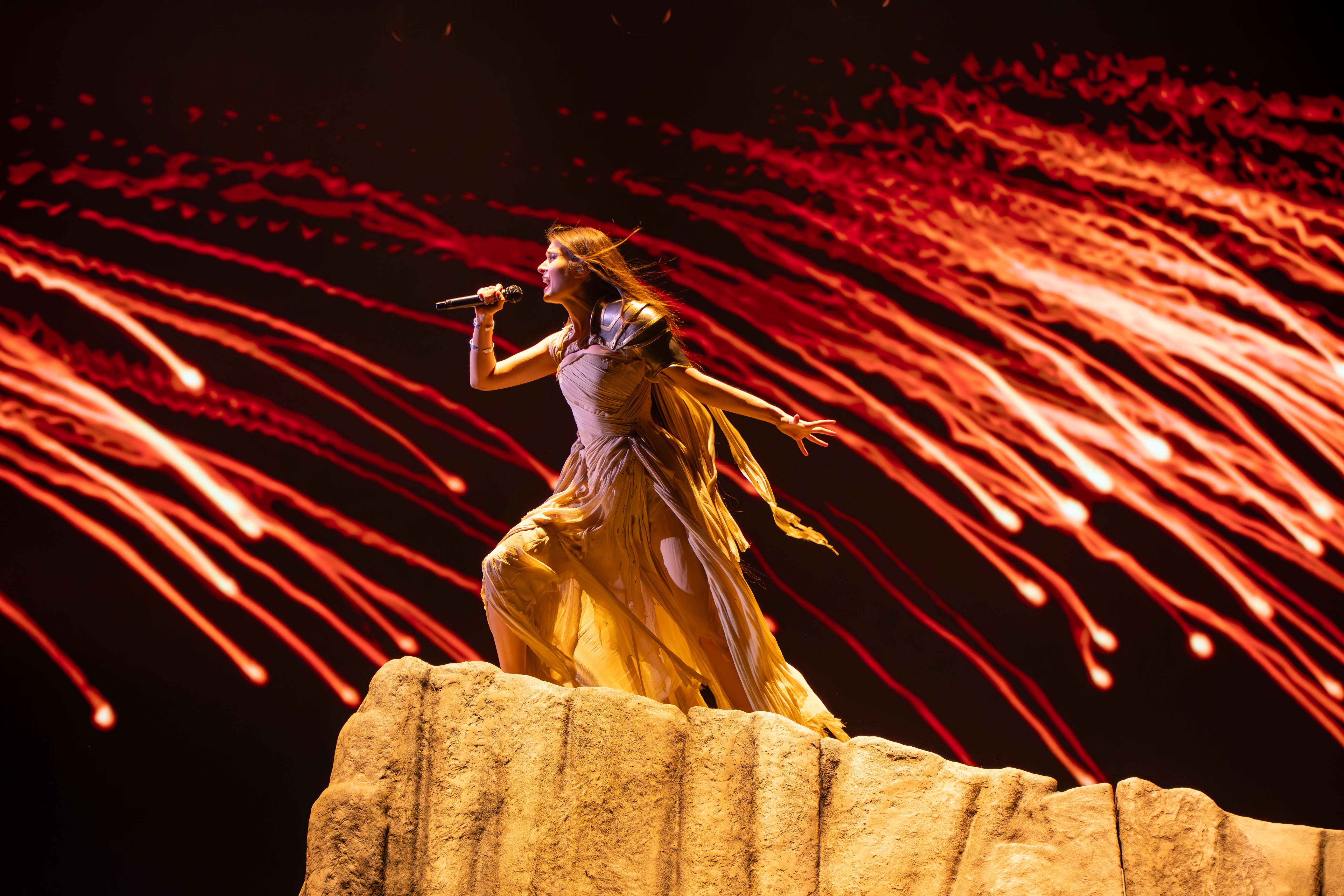
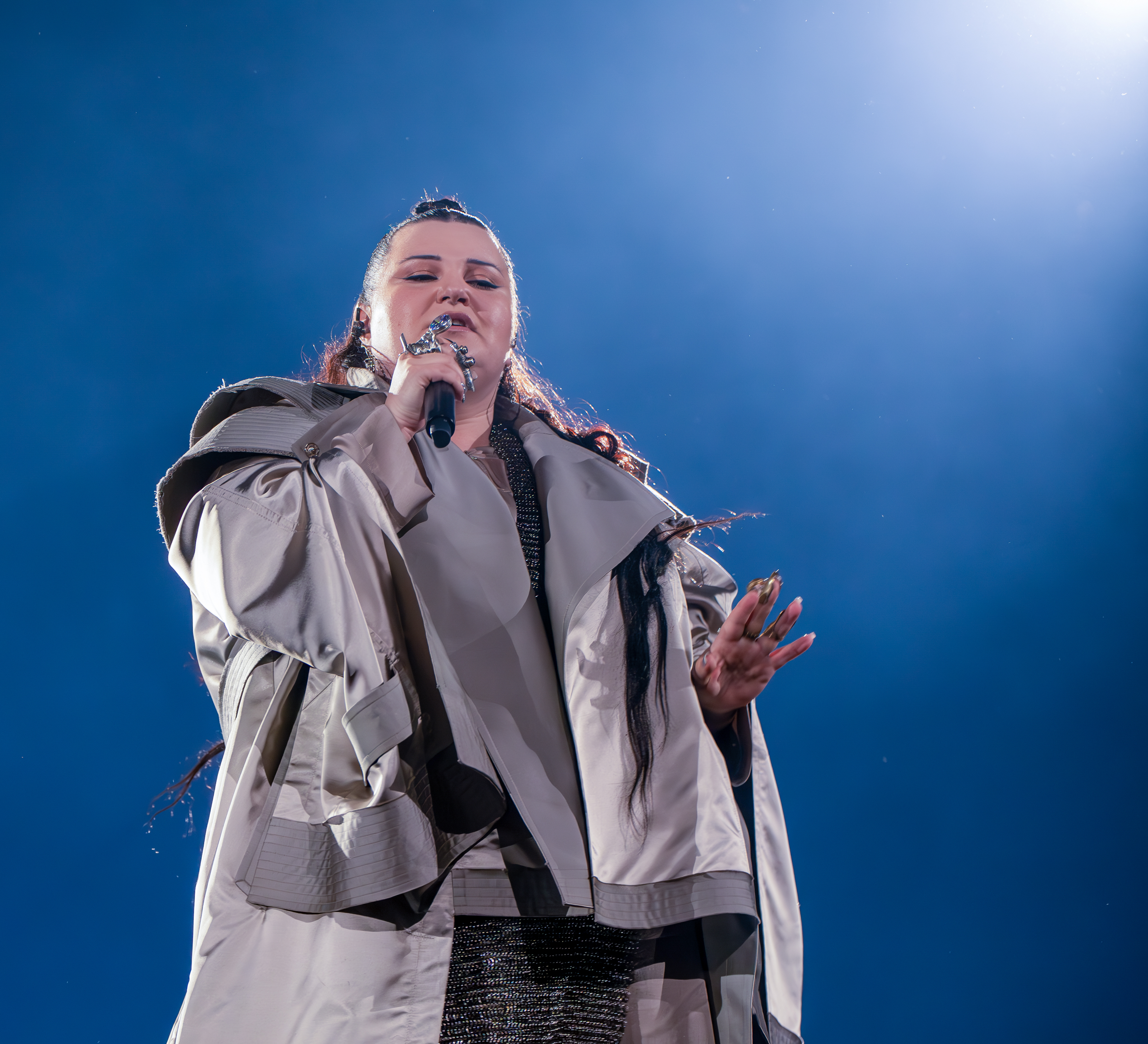
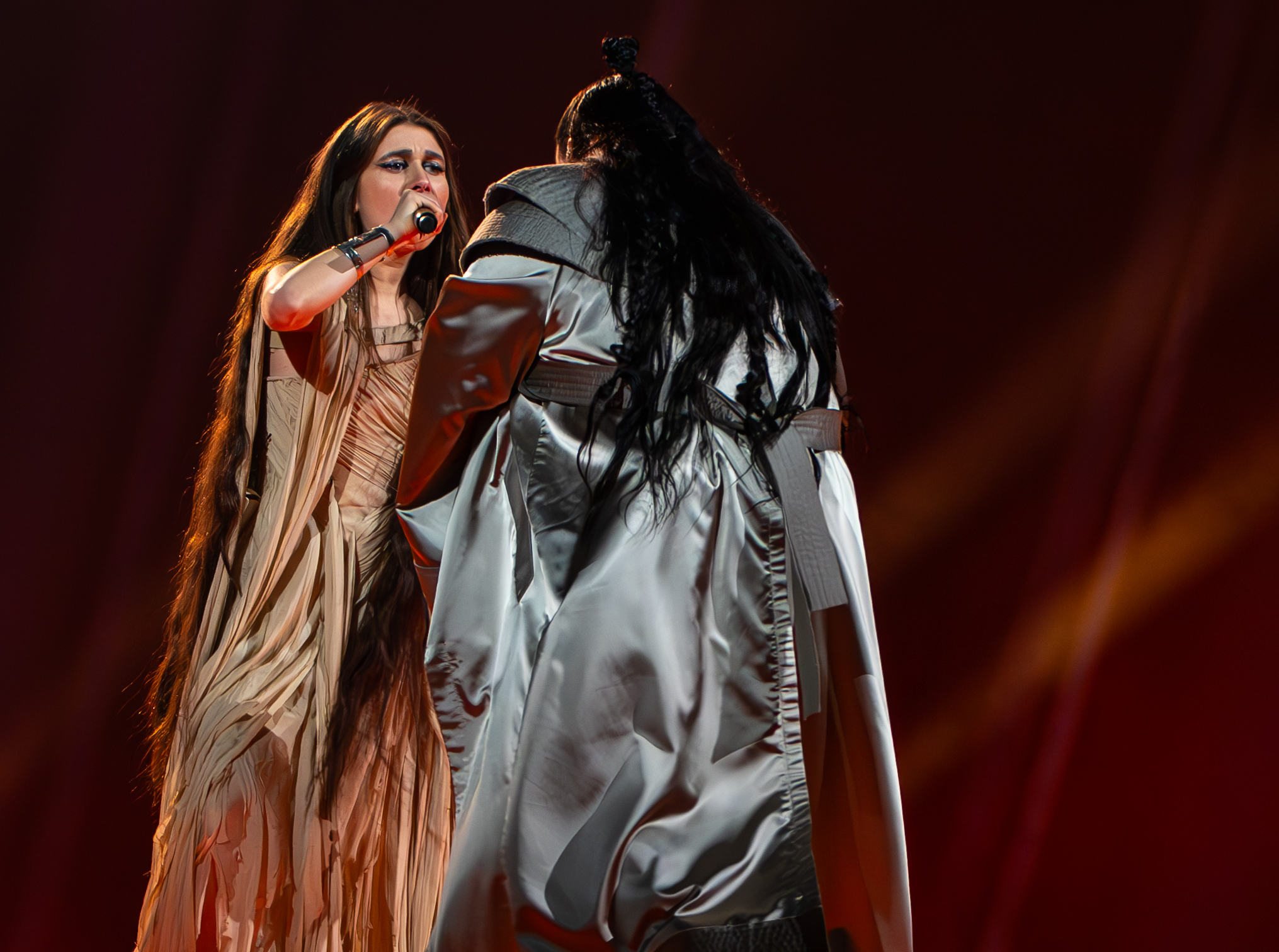
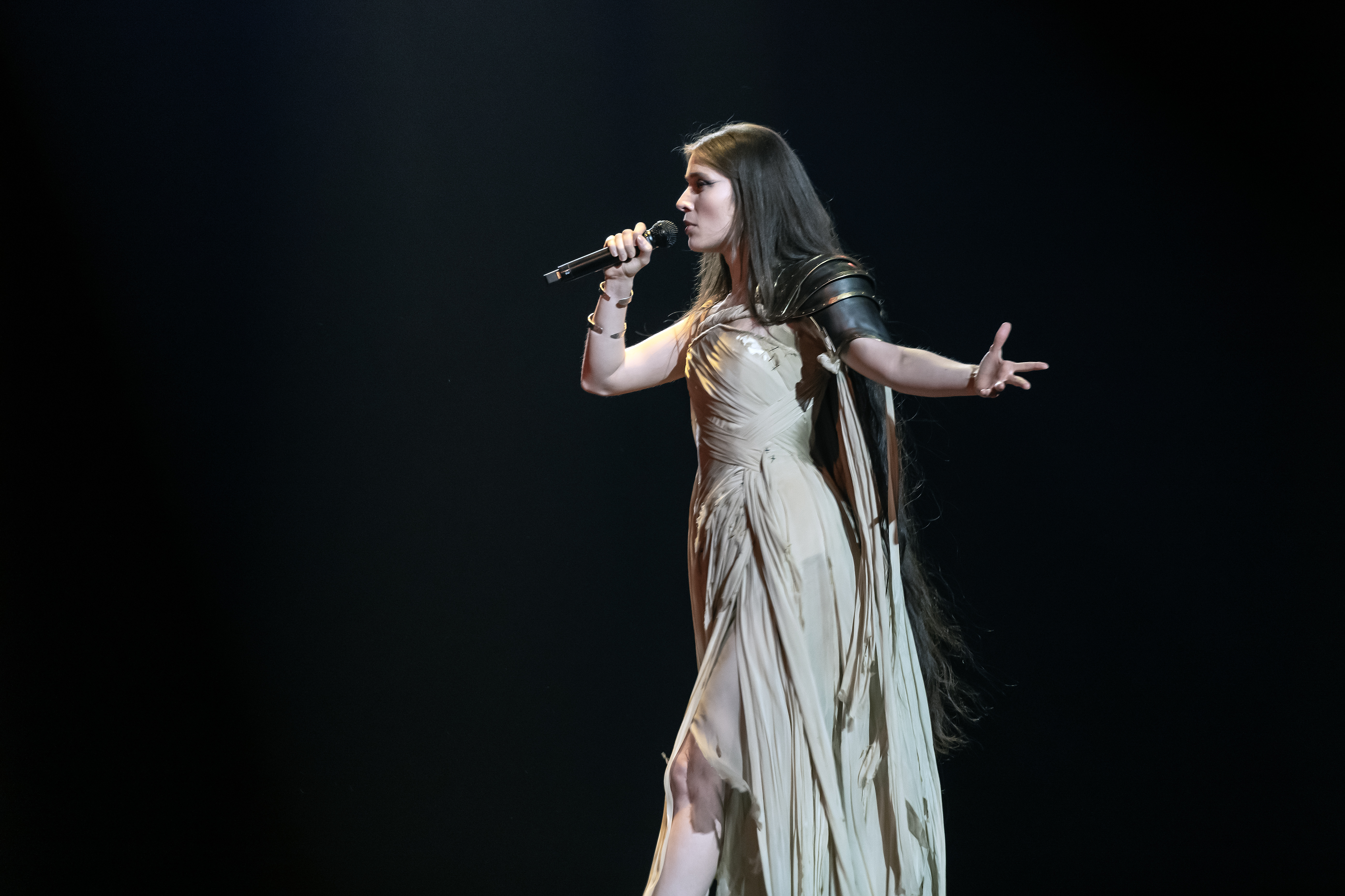
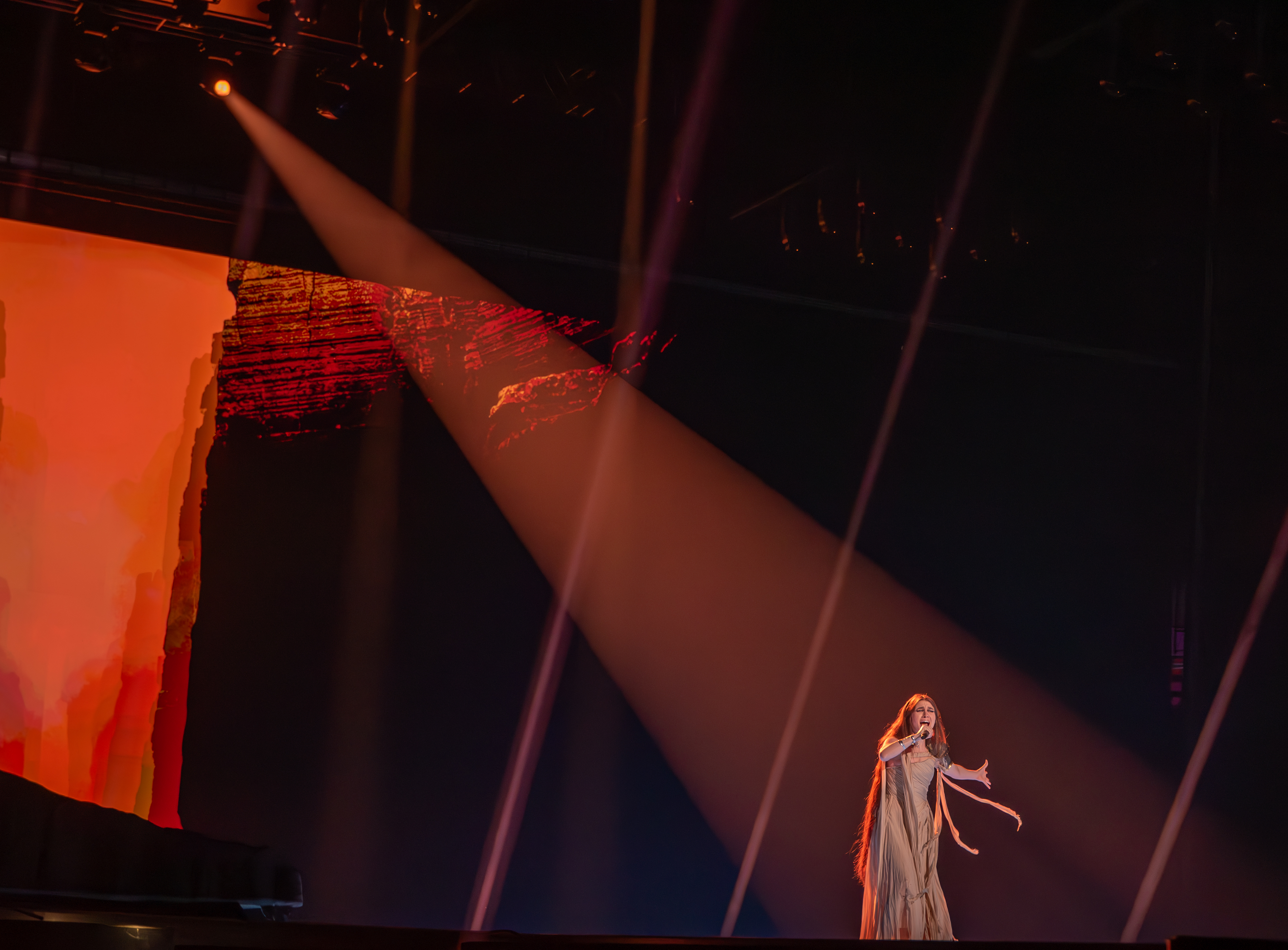
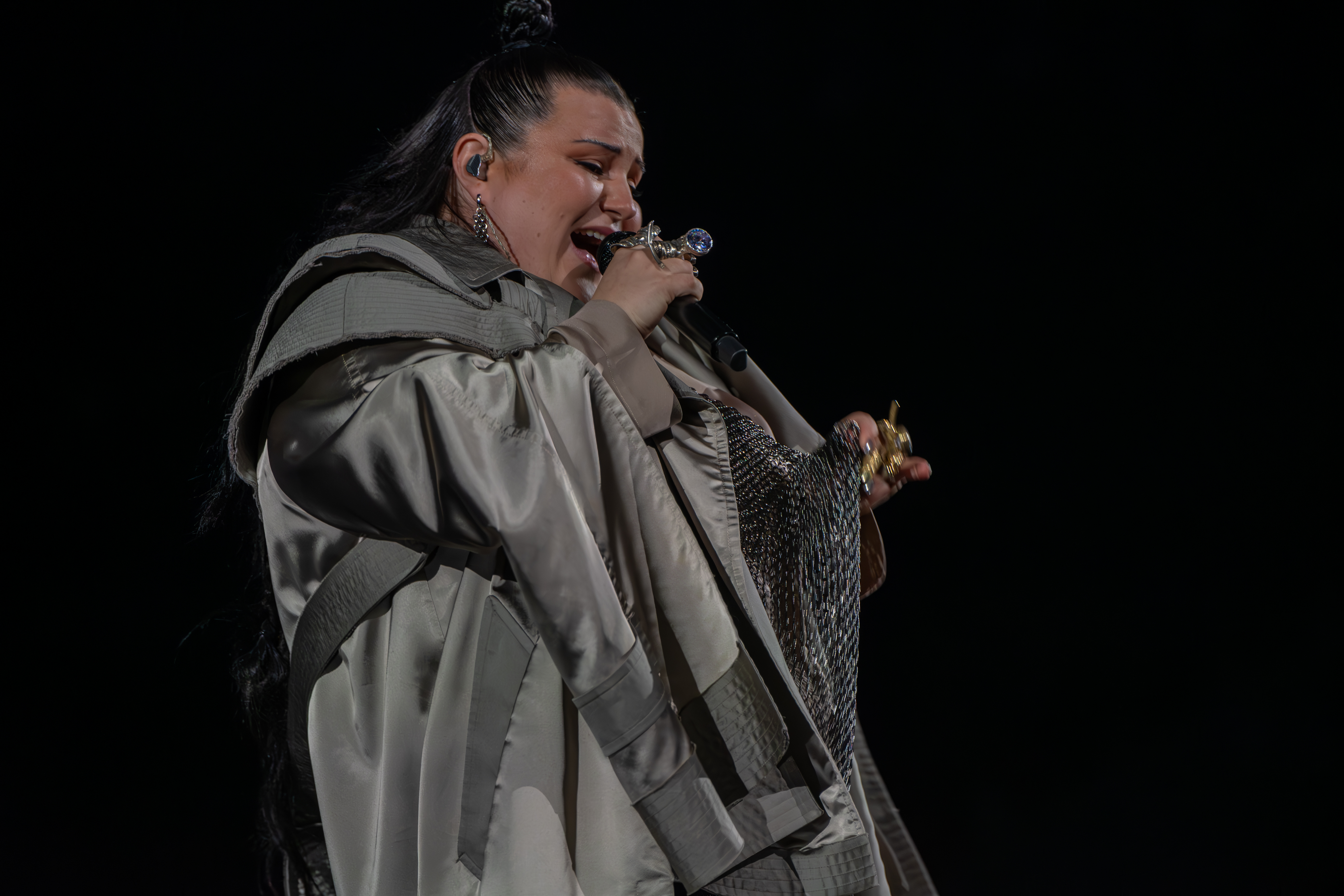
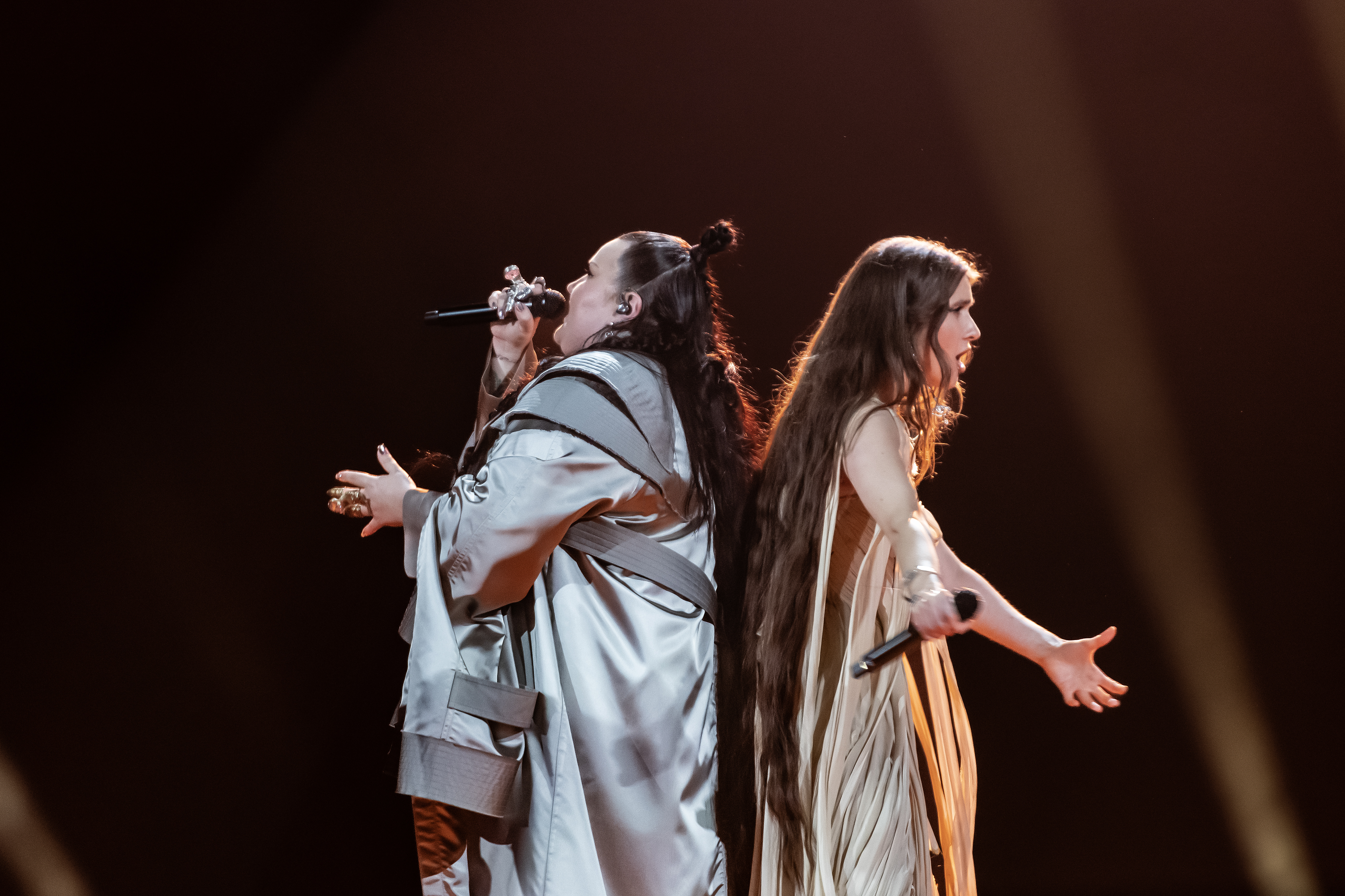

## Чарти

### Тижневі чарти
| Чарт (2024)              | Найвища позиція |
| ------------------------ | --------------- |
| Україна (FDR Top 40)     | 1               |
| Україна (Airplay TopHit) | 1               |